# Frauenplan (Naumburg)

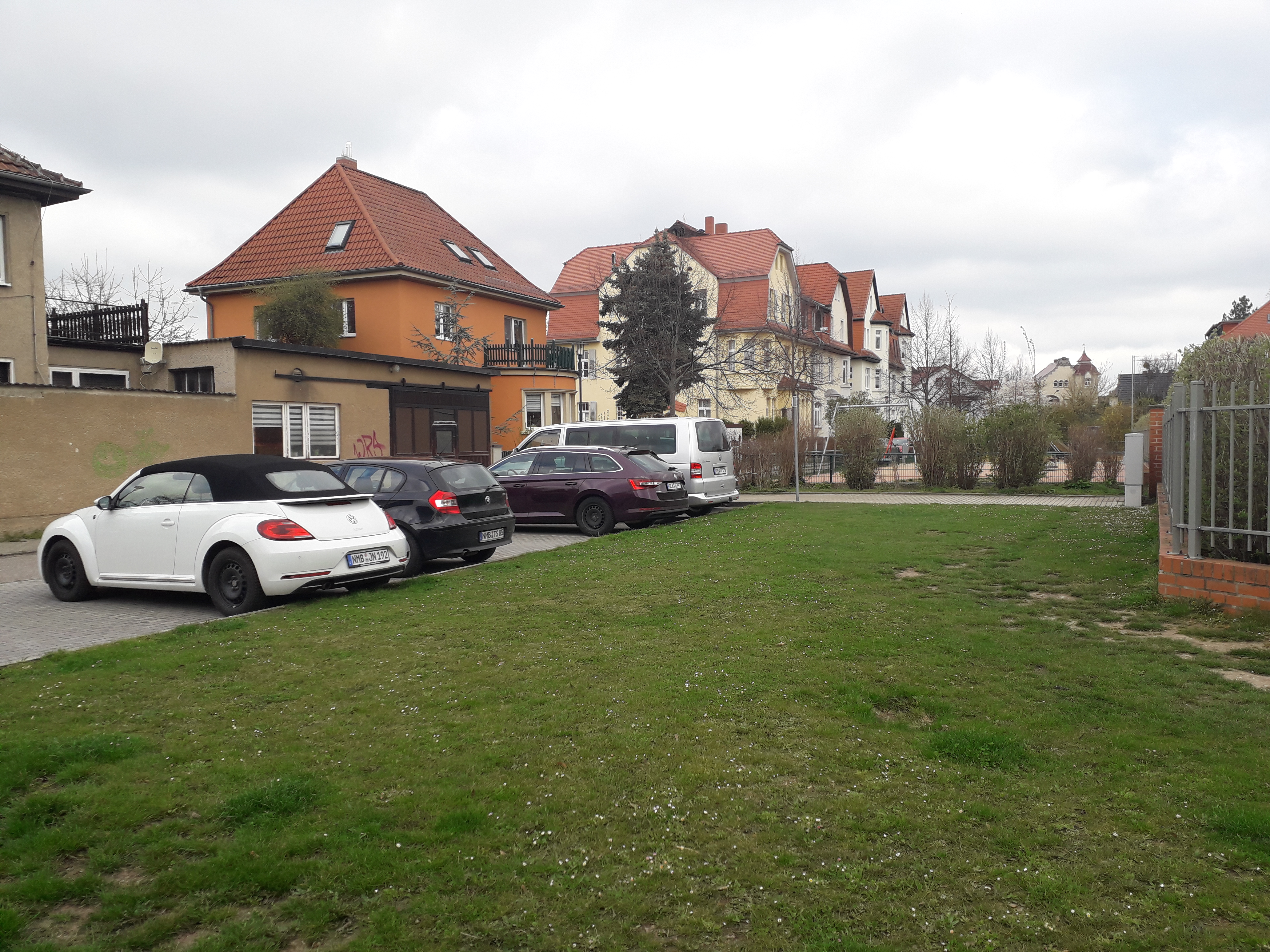
Frauenplan in Naumburg

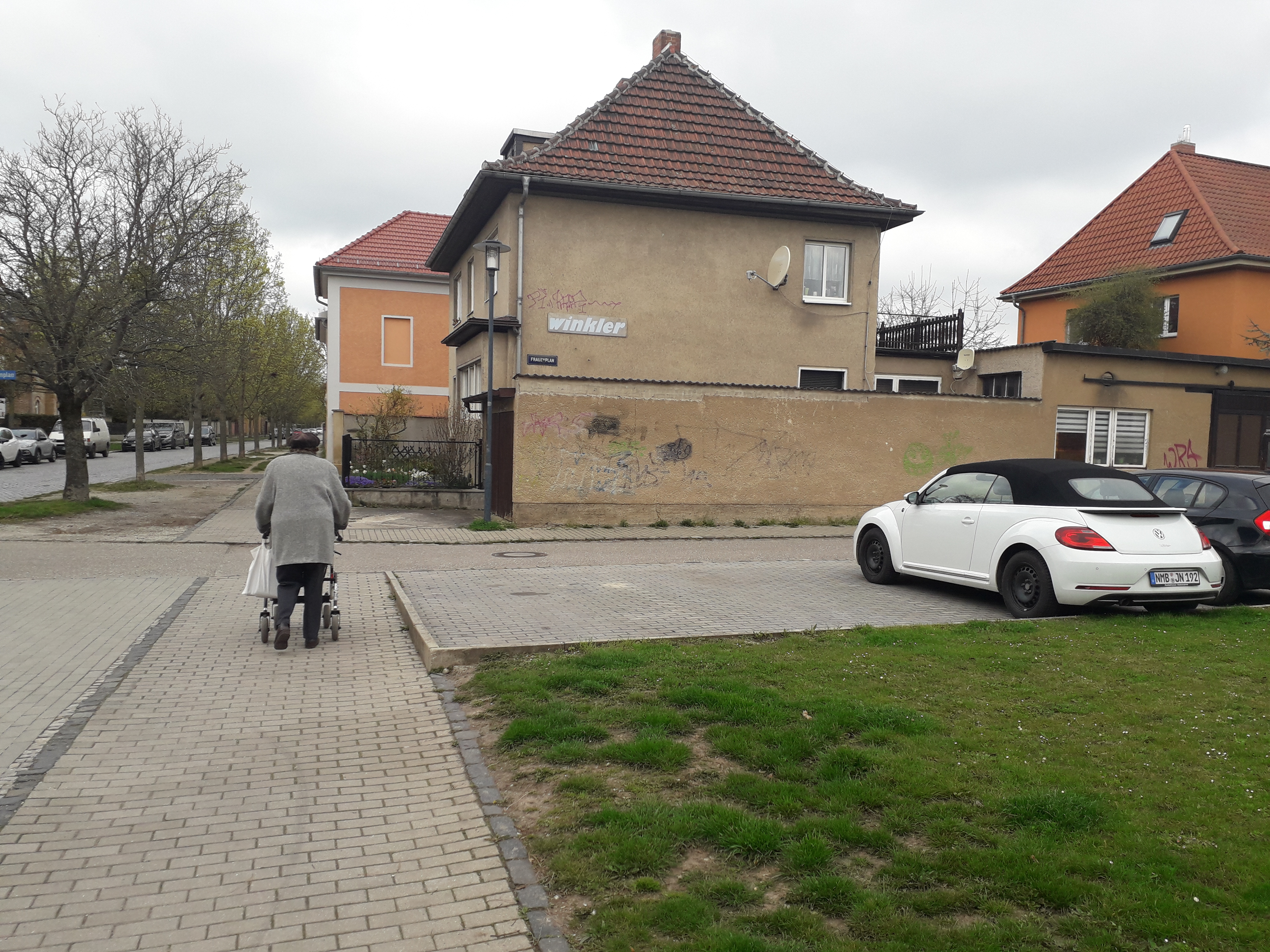
Ecke Schönburgerstraße/Frauenplan

Der Frauenplan in Naumburg (Saale) ist ein Straßenzug zwischen der Schönburger Straße und der Grochlitzer Straße, der beide Straßen miteinander verbindet.
Der Frauenplan liegt außerhalb der mittelalterlichen Stadtbefestigung, die in östlicher Richtung noch vollständig erhalten ist. Laut Karl Schöppe erging 1834 ein strenges Fahrverbot durch diese Straße, den „idyllisch grünberaste[n] und lindenumrauschte[n] Frauenplan“.
Seinen Namen hat er der Sage nach von der Belagerung durch die Hussiten von 1432. Das wiederum sollte 1803 durch August von Kotzebue in einem Stück über die Hussitensage von 1432 Erwähnung finden.
„...Und dieser Anger, den der Mütter Thränen Befeuchtet, nimmer soll der Pflug ihn furchen, Er werd’ hinfort der Frauenplan genannt.“
Karl Friedrich Seyferth, nach dem in Naumburg auch eine Straße benannt wurde, schrieb 1832 das Lied Die Hussiten vor Naumburg, das zur Hymne der Stadt Naumburg und des Hussitenkirschfestes wurde.
Historisch  korrekt: Es  waren die Hussiten  nie  vor Naumburg erschienen!